# Gruta das Torres
Gruta das Torres es una formación geológica de origen volcánico portuguesa localizada en la freguesia de Criação Velha en el concejo de Madalena, Isla del Pico, Azores, forma parte de la formación geológica de los Lajidos-Gruta das Torres, y se encuentra insertada en el complejo volcánico de la montaña de Pico. Se originó en un intervalo que está entre los 500 y 1500 años.
Se trata de una gruta de origen volcánico que por su importancia como patrimonio natural, fue clasificada como Monumento Natural Regional por el DLR N.º 6/2004/A, del 18 de marzo de 2004, del Gobierno Regional de las Azores. La Gruta das Torres es el mayor tubo de lava conocido en Portugal.